# راي دبليو. جونز
راي دبليو. جونز (بالإنجليزية: Ray W. Jones)‏ هو سياسي أمريكي، ولد في 5 أبريل 1855 في الولايات المتحدة، وتوفي في 1 أغسطس 1919 في سياتل في الولايات المتحدة. حزبياً، نشط في الحزب الجمهوري.